# Sedilă
O sedilă este un semn diacritic în forma unei agrafe (¸) scris dedesubtul anumitor litere pentru a le modifica pronunțarea. Este folosită în mai multe limbi romanice, cum ar fi catalana, franceza sau portugheza (cu C, formând Ç) și în limbile turcice, precum turcă (cu S, formând Ş). Cu toate că în limba română diacriticele corecte sunt cele cu virgulă (ș, ț), sedila dedesubtul literelor S și T (ş, ţ) este folosită adesea și în română. Această utilizare incorectă își are originea într-o confuzie inițială între s cu sedilă (folosit în limbile turcice) și s cu virgulă (folosit în română) facută de Microsoft în prima implementare a standardului Unicode in Windows .
Numele semnului are origine spaniolă (cedilla, diminutiv al cuvântului ceda, numele vechi al literei Z) și a intrat în vocabularul limbii române prin intermediul limbii franceze (cédille). Semnul diacritic folosit prima dată în spaniolă din influențe vizigote arăta ca o literă „ceda” în miniatură (nu ca o virgulă, cum greșit scriu dicționarele românești).

Calvarul literelor românești s-cu-virgulă și t-cu-virgulă în sistemele de operare este detaliat aici Arhivat în 9 ianuarie 2022, la Wayback Machine..